# Position commune
Cet article traite d'un type d'acte de l'Union européenne, pour la position commune adoptée lors de la réforme syndicale de 2008, voir l'article « Représentativité syndicale en France ».
Une position commune est un document par lequel l'Union, ou simplement le Conseil dans le cadre de la procédure législative, émet un avis global sur un sujet particulier.

## Sources